# Point chaud de la Société
Le point chaud de la Société est un point chaud situé dans l’océan Pacifique, à l'origine de la formation des îles de la Société.
Il est situé aujourd'hui à une cinquantaine de kilomètres au sud-ouest de Mehetia et à quatre-vingt-cinq kilomètres au sud-est de Tahiti.
La ligne d'îles et de monts sous-marins formés par ce point chaud suit un azimut de 295° (± 5°) par rapport à l'équateur. La vitesse de déplacement de la plaque pacifique au-dessus du point chaud est estimée à 109 ± 10 mm/an. 
Le point chaud de la Société fait partie d'une famille de points chauds du Pacifique Sud, qui comprend également le point chaud d'Arago  et le point chaud de Macdonald.
| Point chaud de la Société |

| Point chaud de la Société |